# Ja’ir Lewi
Ja’ir Lewi (hebr.: יאיר לוי, ang.: Yair Levy, ur. 11 października 1952 w Tyberiadzie) – izraelski rabin i polityk, w latach 1988–1992 poseł do Knesetu z listy partii Szas.

## Życiorys
Urodził się 11 października 1952 w Tyberiadzie. Po szkole średniej ukończył seminarium rabinackie i został certyfikowanym rabinem.
W polityce związał się z reprezentująca w większości ortodoksyjnych Żydów sefardyjskich partią Szas – był jej sekretarzem, odpowiadał także za sieć sefardyjskich szkół religijnych działających pod kontrolą związanej z partią organizacji El Hama’ajan. W wyborach parlamentarnych w 1988 po raz pierwszy i jedyny dostał się do izraelskiego parlamentu. W dwunastym Knesecie zasiadał w trzech komisjach: finansów; spraw gospodarczych oraz spraw zagranicznych i obrony. Był także członkiem specjalnej komisji ds. nadużywania alkoholu i narkotyków.
W kolejnych wyborach utracił miejsce w parlamencie. W 1993 został aresztowany i skazany na karę więzienia za malwersacje finansowe w organizacji El Hama’ajan i zdefraudowanie 500 tysięcy szekli.
Posługuje się językami angielskim i arabskim.